# Anton Becker (Maler)
Marcus Johannes Anton Becker, auch Antonio oder Tonio Becker (* 7. Oktober 1846 in Frankfurt am Main; † 1915 ebenda), war ein deutscher Landschafts- und Jagdmaler sowie Porträtist.

## Leben
Becker, Sohn des Frankfurter Historienmalers und Lithografen Christian Becker (1809–1885), erhielt von 1860 bis 1868 eine akademische Malerausbildung an der Städelschule bei Edward von Steinle. Dann ging er nach München, anschließend zog er nach Italien. 1875/1876 lebte er in Düsseldorf, wo er mit dem Gemälde Parforcejagd, 1876 ausgestellt in der „Permanenten Kunstausstellung“ von Bismeyer & Kraus, Anerkennung fand. Sodann kehrte er in seine Vaterstadt zurück. Zeitweise lebte er in Kronberg im Taunus (Kronberger Malerkolonie). In den 1890er Jahren beteiligte er sich an der Ausmalung des Frankfurter Doms und führte Fresken nach Entwürfen Steinles aus. Dem Frankfurter Maler und Karikaturisten Lino Salini gab er ersten Unterricht im Malen und Zeichnen.
Becker schuf Landschaftsbilder, überwiegend mit Personen- und Tierstaffagen, Stadtansichten sowie Jagdstücke. Auf seinen Italienaufenthalt verweist die Darstellung einer „Tempelruine“, deren Säulen sich in einem Teich spiegeln.

## Werke (Auswahl)
- F. A. C. Prestel, Frankfurt, Main [Hrsg.]: Nachlässe Frankfurter Künstler: Antonio Becker 1846–1915, Heinz Wetzel 1858–1913, Paul Klimsch 1868–1917. Beiträge aus verschiedenem Besitz, Francofurtensien, Oelgemälde, Handzeichnungen und Studien Frankfurter Maler und Zeichner, darunter bedeutende Namen. Versteigerung: Frankfurt a. M., Dienstag, den 25. Februar 1919 (Katalog Nr. 72). Nr. 1–27:
  - „Schafweide“, Schäfer mit Herde, Öl auf Pappe, 36 × 54 cm; Abb. Tf. 9
  - „Heimkehr“, Schäfer mit Herde, Öl auf Pappe, 40,5 × 36,5 cm
  - „Waldlichtung“ mit Rehen, Öl auf Leinwand, 46 × 39 cm
  - „Weidengruppe“, Öl auf Leinwand, 36 × 48 cm
  - „Waldkapelle“, Öl auf Leinwand, 54 × 36 cm
  - „Buchenwald im Herbst“, Öl auf Leinwand, 64 × 48 cm
  - „Waldweg“, Öl auf Leinwand, 64 × 40 cm
  - „Zur Fehdezeit“, Ritter vor brennender Burg, Öl auf Leinwand, 41,5 × 61 cm
  - „Jäger auf dem Anstand“, Öl auf Leinwand, 83 × 64 cm
  - „Zur Sommerszeit“, Hirtenknabe mit Ziegen, Öl auf Leinwand, 100 × 70 cm; Abb. Tf. 7
  - „Waldteich“, Öl auf Holz, 69 × 100 cm
  - „Bergeinsamkeit“, wandernder Einsiedler, Öl auf Leinwand, 85 × 118 cm
  - „Aus Italien“, Tempelruine, Öl auf Leinwand, 80 × 117 cm
  - „Wildschweinjagd“, Öl auf Leinwand, 135 × 106 cm
  - „Weg am Waldessaum“, Öl auf Leinwand, 82 × 130 cm
  - „Wiesenlandschaft“, Öl auf Leinwand, 80 ×127 cm
  - „Seligenstadt am Main“, Öl auf Leinwand, 86 × 120 cm
  - „Bergeskamm“, Öl auf Leinwand, 85 × 118 cm
  - „Der Tod des Einsiedlers“ (Untermalung), Öl auf Leinwand, 78 × 112 cm
  - „Wiesengrund“, Abendstimmung, Öl auf Leinwand, 70 × 100 cm
  - „Reiherpaar im Schilf“, Öl auf Leinwand, 100 × 79 cm
  - „Hirsche im Schnee“, Öl auf Leinwand, 80 × 64 cm
  - „Südslavisches Bauernhaus mit Burgruine“, davor Pferdegespann und Bäuerin mit Kindern, Öl auf Leinwand, 78 × 55,5 cm
  - „Trinkende Kuh und Ziege“, Öl auf Leinwand, 40 × 48 cm
  - 5 unvollendete Gemälde und Skizzen landschaftlicher und figürlicher Art, Öl auf Leinwand, Holz und Pappe; verschiedene Größen
  - 5 Tier- und Landschaftsskizzen, Öl auf Pappe und Holz; verschiedene Größen
  - 4 kleine Skizzen verschiedenen Inhalts, Öl auf Pappe; verschiedene Größen

- Boetticher, Malerwerke (1891):
  - „Hirsche in einer Landschaft“; ausgestellt: Wien, Weltausstellung 1873
  - „Parforcejagd“; ausgestellt: Düsseldorf, Bismayer & Kraus 1876
  - „Jagdstück aus dem Taunus“; ausgestellt: Frankfurt a. M., historische Kunstausstellung 1881
  - „Landschaft mit Jäger“; ausgestellt: Frankfurt a. M., historische Kunstausstellung 1881
  - „Winterlandschaft“; ausgestellt: Frankfurt a. M., historische Kunstausstellung 1881

- Kunsthandel:
  - „A wooded landscape with deer“, 1873; Öl auf Leinwand, 82,5 × 63,5 cm
  - „Rotwild an den drei Eichen“, Öl auf Leinwand,  61 × 83 cm
  - „Waldlandschaft mit rastendem Reiter“, 1860/69, Öl auf Leinwand, 121 × 166 cm
  - „Das Schweizer Haus in Königstein“, Öl auf Leinwand, 41 × 52 cm
  - „Burg Kronberg“, 1868; Öl auf Leinwand, 30,5 × 62,5 cm